# Wazhma Frogh
Wazhma Frogh, en arabe : وازهام فروغ,  est une militante sociale afghane qui agit au sein des ONG, Research Institute for Women (en français : Institut de Recherche pour les Femmes), Peace & Security in Afghanistan, (en français : Paix & Sécurité en Afghanistan) et Global Rights (en français : Droits Globaux). Elle lutte contre les violences domestiques, le viol conjugal, les viols d'enfants et l'exploitation sexuelle en Afghanistan mais aussi dans les camps de réfugiés afghans au Pakistan.
Elle obtient, le 11 mars 2009, de la secrétaire d'État des États-Unis, Hillary Clinton, le Prix international de la femme de courage.

## Sources
- (en) Cet article est partiellement ou en totalité issu de l’article de Wikipédia en anglais intitulé « Wazhma Frogh » (voir la liste des auteurs).